# بولغار (طليطلة)
بولغار (بالإنجليزية: Pulgar)‏ هي بلدية ومدينة في منطقة الحكم الذاتي كاستيا-لا مانتشا وتقع في مقاطعة طليطلة في وسط إسبانيا. تبلغ مساحة هذه المدينة 38 (كم²)، ويبلغ عدد سكانها 1681 نسمة حسب إحصاء المعهد الوطني الإسباني سنة 2009 م.